# Gustave Pelisse
Pour les articles homonymes, voir Pelisse (homonymie).
Gustave Pelisse est un homme politique français né le 12 février 1853 à Saint-Chély-d'Apcher (Lozère) et décédé début mars 1939 à Saint-Chély-d'Apcher.
Sous-préfet de Florac, il démissionne en 1880 pour se présenter aux élections législatives. Il est député de la Lozère de 1881 à 1885 et de 1886 à 1889, inscrit au groupe de l'Union républicaine. Il ne se représente pas en 1889 et devient conseiller de préfecture de la Seine, puis conseiller à la Cour d'Appel de Paris. 

## Sources
- « Gustave Pelisse », dans Adolphe Robert et Gaston Cougny, Dictionnaire des parlementaires français, Edgar Bourloton, 1889-1891 [détail de l’édition]
- « Gustave Pelisse », dans le Dictionnaire des parlementaires français (1889-1940), sous la direction de Jean Jolly, PUF, 1960 [détail de l’édition]